# Odranci
Odranci este o localitate din comuna Odranci, Slovenia, cu o populație de 1.619 locuitori.